# یون مونیا
یون مونیا (انگلیسی: Ion Monea؛ ۳۰ نوامبر ۱۹۴۰ – ۱ مارس ۲۰۱۱ (aged 70)) ورزشکار بوکس اهل رومانی بود.
وی در مسابقات کشوری و بین‌المللی در مجموع برندهٔ ۱۱ مدال طلا، ۳ مدال نقره، ۲ مدال برنز شده‌است.